# Hauptidia inconspicua
Hauptidia inconspicua är en insektsart som först beskrevs av Vidano 1964.  Hauptidia inconspicua ingår i släktet Hauptidia och familjen dvärgstritar.
Artens utbredningsområde är Italien. Inga underarter finns listade i Catalogue of Life.